# Lumpuria prima
Lumpuria prima är en tvåvingeart som först beskrevs av Cook 1978.  Lumpuria prima ingår i släktet Lumpuria och familjen dyngmyggor.
Artens utbredningsområde är Nepal. Inga underarter finns listade i Catalogue of Life.